# ابریما کالی
ابریما کالی (انگلیسی: Ebrima Colley؛ زادهٔ ۱ فوریهٔ ۲۰۰۰) بازیکن فوتبال اهل گامبیا است.
از باشگاه‌هایی که در آن بازی کرده‌است می‌توان به باشگاه فوتبال هلاس ورونا و باشگاه فوتبال آتالانتا اشاره کرد.
وی همچنین در تیم ملی فوتبال گامبیا بازی کرده‌است.

## دوران باشگاهی
کالی در فصل ۱۸–۲۰۱۷ برای تیم زیر ۱۹ ساله آتالانتا بازی کرد. او اولین بازی حرفه ای خود را برای تیم بزرگسالان در باخت ۱–۲ سری آ مقابل بولونیا در ۱۵ دسامبر ۲۰۱۹ انجام داد.
در ۲۳ سپتامبر ۲۰۲۰، کالی به صورت قرضی برای بقیه فصل به هلاس ورونا پیوست.
در ۷ اوت ۲۰۲۱، کالی به صورت قرضی به اسپزیا پیوست.
در ۱۳ اوت ۲۰۲۲، کالی به فاتح کاراگومروک در ترکیه قرض داده شد.

## دوران ملی
کالی اولین بازی خود را برای تیم ملی فوتبال گامبیا در ۲۲ مارس ۲۰۱۹ در مقدماتی جام ملت‌های آفریقا در برابر الجزایر انجام داد و به عنوان تعویض در دقیقه ۸۱ به‌جای ابریما سوهنا وارد میدان شد.
او در جام ملت‌های آفریقا ۲۰۲۱، اولین تورنمنت قاره‌ای ملی‌اش، بازی کرد، جایی که آنها یک چهارم نهایی هیجان‌انگیزی را رقم زدند.